# Писарев, Евгений Борисович
Евге́ний Бори́сович Пи́сарев (эст. Jevgeni Pissarev) (16 января 1953 года, Таллин) — в советское время командир вертолёта транспортного полка, в Эстонии — командир вертолётной эскадрильи Департамента полиции и пограничной охраны.

## Биография
Родился 16 января 1953 года в Таллине. Отец — уроженец Нарвы, военный комиссар; мать — уроженка Тойла, в её роду были шведы, немцы, эстонцы.
Детство Евгения прошло в окрестностях Кадриорга и улицы Сыле; он был обычным городским парнем.
После окончания таллинской 31-й средней школы решил поступать в Рижское высшее военное авиационное инженерное училище, но это ему не удалось. Год отработал в лаборатории Таллинского Политехнического института, затем поступил в Сызранское высшее военное авиационное училище. В 1975 году получил диплом инженера-вертолётчика и звание лейтенанта.
Был направлен на службу в Архангельск, в транспортный полк Северного флота ВМФ России, в составе которого были одна самолётная и две вертолётные эскадрильи. Эскадрилья, в которую был зачислен Писарев, насчитывала 12 вертолётов. Начинал вторым пилотом, через год службы стал командиром вертолёта Ми-8. На Севере прослужил 20 лет, из них 5 лет — в Норильске. Стал командиром вертолётной эскадрильи, получил звание подполковника; под его началом было 70 подчинённых.
Для жителей Крайнего Севера вертолёт был более известен, чем иное транспортное средство; многие о поезде, корабле или автомобиле только слышали. Вертолёт доставлял им продукты и товары, он же перевозил людей. Эскадрилья Писарева работала в тяжёлых условиях субарктического климата. Личный рекорд холода, при котором совершал вылеты пилот Писарев, составил минус 56 градусов.
Когда в годы перестройки начался процесс сокращения армии, полк Евгения Писарева был расформирован. В 1990 году семья Писаревых вернулась в Эстонию. Евгений Писарев получил эстонское гражданство, так как его родители были правопреемными гражданами Эстонской Республики. Работать по специальности он поначалу не смог, так как в Эстонии тогда не было ни одного вертолёта. Несколько лет служил в Инспекции окружающей среды уезда Харьюмаа.
К работе лётчиком вернулся после крушения парома «Эстония», в 1994 году, когда пограничный авиаотряд Эстонии получил из Германии в порядке гуманитарной помощи 4 вертолёта Ми-8 для проведения спасательных работ. Руководил эскадрильей из четырёх вертолётов Ми-8; к 2009 году все они выработали свой ресурс, и погранотряд получил два вертолёта Agusta Westland. Повседневной работой Евгения Писарева были дежурства, спасательные и поисковые работы, тушение лесных пожаров. В последние годы работы в основном занимался обучением молодых лётчиков.
Налетал 7000 часов.
В январе 2012 года вышел на пенсию.

## Награды
- 1998 год — Серебряный крест «За заслуги» Спасательного департамента Эстонии[эст.][6]
- 1999 год — Орден Эстонского Красного Креста 4 класса[7]
- 2018 год — Орден Орлиного Креста 4 класса[8][9]
- Крест «За заслуги» Пограничного департамента Эстонии[эст.] 2-й степени[1]
- Крест «За заслуги» Пограничного департамента Эстонии 3-й степени[1]

## Семья
Женат. Трое детей, пять внуков (2018).